# ابوتحسین الصالحی
ابوتحسین الصالحی (عربی: أبو تحسين الصالحي؛ ۱ ژوئیه ۱۹۵۳ – ۲۹ سپتامبر ۲۰۱۷) نظامی عراقی بود، که به‌عنوان نیروی تک‌تیرانداز در حشد شعبی فعالیت می‌کرد. وی در خلال جنگ ایران و عراق از اعضای نیروی زمینی عراق بود. وی در سال 2017 توسط تک تیرانداز دشمن کشته شد.